# Operador normal
En matemàtiques, especialment en anàlisi funcional, un operador normal en un espai complex de Hilbert H és un operador lineal continu N: H → H que comunica amb el seu adjunt hermitià N*, és a dir: NN* = N*N.
Els operadors normals són importants perquè el teorema espectral és vàlid per a ells. La classe d'operadors normals s'entén bé. Exemples d'operadors normals són
- operadors unitaris : N* = N −1
- Operadors hermitians (és a dir, operadors autoadjunts): N* = N
- Operadors hermitians asimètrics: N* = − N
- operadors positius: N = MM* per a alguns M (per tant, N és autoadjunt).

Una matriu normal és l'expressió matricial d'un operador normal a l'espai de Hilbert Cn.

## Propietats
Els operadors normals es caracteritzen pel teorema espectral. Un operador normal compacte (en particular, un operador normal en un espai de producte interior de dimensions finites) és diagonalitzable unitàriament. 
Sigui {\displaystyle T} un operador acotat. Els següents són equivalents.
- {\displaystyle T} és normal.
- {\displaystyle T^{\star }} és normal.
- {\displaystyle \|Tx\|=\|T^{*}x\|} per a tot {\displaystyle x} (utilitzar {\displaystyle \|Tx\|^{2}=\langle T^{*}Tx,x\rangle =\langle TT^{*}x,x\rangle =\|T^{*}x\|^{2}} ).
- Les parts auto-adjunta i anti-auto-adjunta de {\displaystyle T} commuten. És a dir, si {\displaystyle T} s'escriu com {\displaystyle T=T_{1}+iT_{2}} amb {\displaystyle T_{1}:={\frac {T+T^{*}}{2}}} i {\displaystyle i\,T_{2}:={\frac {T-T^{*}}{2}},} aleshores {\displaystyle T_{1}T_{2}=T_{2}T_{1}.}

Si {\displaystyle N} és un operador normal, doncs {\displaystyle N} i {\displaystyle N^{*}} tenen el mateix nucli i el mateix rang. En conseqüència, la gamma de {\displaystyle N} és dens si i només si {\displaystyle N} és injectiu. Dit d'una altra manera, el nucli d'un operador normal és el complement ortogonal del seu rang. Es dedueix que el nucli de l'operador {\displaystyle N^{k}} coincideix amb el de {\displaystyle N} per ningu {\displaystyle k.} Per tant, cada valor propi generalitzat d'un operador normal és genuí. {\displaystyle \lambda } és un valor propi d'un operador normal {\displaystyle N} si i només si el seu complex conjugat {\displaystyle {\overline {\lambda }}} és un valor propi de {\displaystyle N^{*}.} Els vectors propis d'un operador normal corresponents a diferents valors propis són ortogonals, i un operador normal estabilitza el complement ortogonal de cadascun dels seus espais propis. Això implica el teorema espectral habitual: cada operador normal en un espai de dimensions finites és diagonalitzable per un operador unitari. També hi ha una versió de dimensions infinites del teorema espectral expressat en termes de mesures de projecció. L'espectre residual d'un operador normal està buit.
El producte dels operadors normals que es desplacen torna a ser normal; això no és trivial, però segueix directament del teorema de Fuglede, que diu (en una forma generalitzada per Putnam):
Si {\displaystyle N_{1}} i {\displaystyle N_{2}} són operadors normals i si {\displaystyle A} és un operador lineal acotat tal que {\displaystyle N_{1}A=AN_{2},} aleshores {\displaystyle N_{1}^{*}A=AN_{2}^{*}}.
La norma de l'operador d'un operador normal és igual al seu radi numèric i radi espectral.
Un operador normal coincideix amb la seva transformada d'Aluthge.